# Cantón de Vaugneray
El cantón de Vaugneray (en francés canton de Vaugneray) es una circunscripción electoral francesa situada en el departamento de Ródano, de la región de Auvernia-Ródano-Alpes. La cabecera (bureau centralisateur en francés) está en Vaugneray.

## Historia
Fue creado en 1790, al mismo tiempo que los departamentos. 
Al aplicar el decreto n.º 2014-267 del 27 de febrero de 2014 sufrió una redistribución comunal con cambios en los límites territoriales.

## Composición
- Aveize
- La Chapelle-sur-Coise
- Coise
- Duerne
- Grézieu-le-Marché
- Larajasse
- Meys
- Pollionnay
- Pomeys
- Rontalon
- Saint-André-la-Côte
- Sainte-Catherine
- Sainte-Consorce
- Saint-Martin-en-Haut
- Saint-Symphorien-sur-Coise
- Thurins
- Vaugneray
- Yzeron